# Chrysops oxianus
Chrysops oxianus är en tvåvingeart som beskrevs av Pleske 1910. Chrysops oxianus ingår i släktet Chrysops och familjen bromsar. Inga underarter finns listade i Catalogue of Life.